# ماكسيميليان إنتروب
ماكسيميليان إنتروب (بالألمانية: Maximilian Entrup)‏ (25 يوليو 1997 بالنمسا - ) هو لاعب كرة قدم نمساوي في مركز الهجوم. لعب مع نادي فلوريدسدورفر ‏.

## وصلات خارجية
- ماكسيميليان إنتروب على موقع الاتحاد الأوربي (الإنجليزية)
- ماكسيميليان إنتروب على موقع قاعدة بيانات كرة القدم.إي يو (الإنجليزية)
- ماكسيميليان إنتروب على موقع ناشيونال فوتبول تيمز (الإنجليزية)
- ماكسيميليان إنتروب على موقع Soccerway.com (الإنجليزية)
- ماكسيميليان إنتروب على موقع عالم كرة القدم.نت (الإنجليزية)
- ماكسيميليان إنتروب على موقع AS.com (الإسبانية)